# Processo di Charkiv
Il processo di Charkiv fu un processo per crimini di guerra tenuto davanti ad un tribunale militare sovietico nel dicembre 1943 a Charkiv, in Unione Sovietica. Gli imputati inclusero un collaboratore sovietico, alcuni militari tedeschi, la polizia ed il personale delle SS responsabili dell'attuazione delle politiche di occupazione durante la guerra sul fronte tedesco-sovietico del 1941-1945. Questo processo fu il primo a giudicare il personale tedesco per crimini di guerra dagli Alleati durante e dopo la seconda guerra mondiale.

## Contesto storico
Le unità della Wehrmacht dello Heeresgruppe Süd occuparono per la prima volta Charkiv il 23-24 ottobre 1941, a dicembre la popolazione fu obbligata nel ghetto. Le forze militari tedesche, inclusi gli Einsatzgruppen, uccisero decine di migliaia di ebrei e comunisti, prigionieri di guerra sovietici e altri cosiddetti "indesiderabili", usando sia la fucilazione, sia l'impiccagione che i gaswagen; un altro eccidio ci fu a Drobyc'kyj Jar il 15 dicembre 1941 dove furono fucilati in massa quindicimila ebrei per mano del Sonderkommando 4a sotto il comando di Paul Blobel.
Secondo l'ordine del commissario dell'Oberkommando der Wehrmacht furono fucilati i commissari politici, i partigiani, i sabotatori oltre agli ebrei. Milioni di prigionieri di guerra russi morirono durante la prigionia tedesca per mancanza di cibo e di freddo. La città fu temporaneamente riconquistata dall'Armata Rossa nel febbraio 1943 e poi di nuovo dalla Wehrmacht nell'aprile dello stesso anno. Già in primavera le autorità sovietiche scoprirono alcune fosse comuni delle vittime, per lo più ebrei. Quando Charkiv fu liberata definitivamente nell'agosto dello stesso 1943, praticamente nessun ebreo era sopravvissuto in città.

## Atti
Il tribunale ascoltò quattro imputati, un collaboratore sovietico (Mikhail Petrovich Bulanov) e tre tedeschi (Wilhelm Langheld, Reinhard Retzlaff e Hans Ritz), rispettivamente membri della Wehrmacht, della polizia e delle SS: furono accusati sia in base al diritto sovietico che internazionale, come stabilito nelle Dichiarazioni di Mosca del 30 ottobre 1943. Gli imputati furono accusati di aver partecipato agli omicidi dei cittadini sovietici, mentre il collaboratore fu accusato di tradimento. I pubblici ministeri, l'avvocato difensore e i giudici erano militari. Una squadra forense di sei persone fornì le testimonianze, in qualità di esperti, e un rapporto il quale concluse che il modo di uccidere era coerente con le sparatorie e l'uso del gas.
| Nome              | Età     | Rango |
| ----------------- | ------- | --- |
| Wilhelm Langheld  | 52 anni | Capitano dell'Abwehr, ufficiale del controspionaggio militare, comandante di un campo per prigionieri di guerra                            |
| Hans Ritz         | 24 anni | SS-Untersturmführer nel servizio di sicurezza, capo di una compagnia di SS subordinata al comando speciale del Sicherheitsdienst a Charkiv |
| Reinhard Retzlaff | 36 anni | Sergente di polizia ausiliaria, ufficiale del 560º gruppo della polizia segreta da campo della città di Charkiv                            |
| Mikhail Bulanov   | 26 anni | Autista |

Gli imputati ammisero i crimini e li descrissero in dettaglio, compreso l'uso dei furgoni gaswagen, delle sparatorie di massa e dell'omicidio di donne e bambini, incoraggiati e premiati dai loro superiori. La strategia dell'avvocato difensore fu di sostenere che gli accusati stavano eseguendo gli ordini. L'accusa riconobbe che gli imputati stavano effettivamente agendo per ordini superiori, ma respinse questa tesi come valida difesa, utilizzando la precedente decisione nei processi per crimini di guerra di Lipsia del 1921.
La sentenza afferma:«Come ufficiale dei servizi segreti, Langfeld aveva causato l'uccisione di un centinaio di persone innocenti attraverso il ricatto e la tortura dei civili e prigionieri di guerra e la falsificazione delle indagini. Come membro del Sicherheitsdienst Sonderkommando, Ritz ha preso parte alla tortura e alla fucilazione dei civili nella zona di Podvorki e a Taganrog e ha anche estorto false dichiarazioni. Retzlaff ha usato la tortura per estorcere false dichiarazioni e caricare le persone nel gaswagen. Bulanov ha preso parte alla sparatoria di sessanta bambini ed era l'autista di un gaswagen».
Il processo si concluse il 18 dicembre 1943 con sentenze di colpevolezza: i condannati furono giustiziati il giorno successivo. Gli atti del processo furono pubblicati anche in lingua inglese per il pubblico internazionale.

## Reazioni
Gli americani e i britannici temevano che la Germania avrebbe sfruttato la situazione per provocare tensioni tra l'Unione Sovietica e gli Alleati occidentali prendendo contromisure contro i prigionieri di guerra alleati. A seguito di una protesta tedesca in gennaio, nel marzo 1944 fu annunciato che i processi, anche se già in fase avanzata, sarebbero stati rinviati in attesa dei processi anglo-americani.
Quando due giornali britannici criticarono cautamente il processo, l'avvocato penalista russo Aron Naumovich Trainin rispose affermando sarcasticamente che i giornalisti inglesi potevano aspettare con più pazienza i processi contro i nazisti rispetto agli abitanti di Charkiv e Kiev, che avevano vissuto le atrocità dell'occupazione. Egli sottolineò due aspetti giuridici: i soldati avrebbero perso il diritto al trattamento umano, come previsto dall'articolo 4 del Regolamento dell'Aia, anche quando avessero commesso crimini così terribili, poiché il diritto di guerra non consente il doppio ruolo di bandito e militare. I reati compiuti dagli imputati con le loro mani e l'aver agito su ordine non giustificò l'esclusione dalla pena.